# Main à la poursuite d'un oiseau
Main à la poursuite d'un oiseau est un tableau réalisé par le peintre espagnol Joan Miró en 1926. Cette huile sur toile représente une main et un oiseau devant un fond d'un bleu uniforme. Elle est conservée dans une collection particulière.

## Expositions
- Miró : La couleur de mes rêves, Grand Palais, Paris, 2018-2019 — n°27.